# Polyblastus zhelochovtsevi
Polyblastus zhelochovtsevi är en stekelart som beskrevs av Dmitriy R. Kasparyan 1973. Polyblastus zhelochovtsevi ingår i släktet Polyblastus och familjen brokparasitsteklar. Inga underarter finns listade i Catalogue of Life.